# Shōgō
Ne doit pas être confondu avec Shōgi.
Shōgō est le nom du système de titres mis en place par la Dai Nippon Butoku Kai, créé en 1895 à Kyoto. Ces titres « samourai », « honorables », ou de « maîtrise », sont un complément de graduation dans les arts martiaux traditionnels. Ils ne pouvaient normalement être délivrés que par l'empereur du Japon ou des membres habilités de sa famille.
Dans l'esprit des pratiquants d'arts martiaux japonais, ces titres prévalent toujours sur les grades modernes appelés « dan ».

## Il est composé de trois rangs
- Renshi (錬士) : maîtrise extérieure
- Kyoshi (教士) : maîtrise intérieure
- Hanshi (範士) : maîtrises intérieure et extérieure unifiées

## Niveau requis
Le candidat devait remplir un certain nombre de conditions dont le grade :
- 6e dan au moins pour renshi
- 7e dan pour kyoshi
- 8e dan pour hanshi (âge minimal de 60 ans)

À noter également que l'International Martial Arts Federation déclare à présent que :
- Renshi se corrèle avec les grades modernes du 4e et 5e dan
- Kyoshi aux grades du 6e et 7e
- Hanshi[3] aux grades du 8e au 10e dan